# Neoparaseuratum travassosi
Neoparaseuratum travassosi (benannt nach Lauro Travassos) ist ein Spulwurm, der im Darm des Dornwelses Pterodoras granulosus parasitiert.

## Merkmale
Neoparaseuratum hat die Merkmale der Quimperiinae. Das Vorderende ist abgerundet, die Mundöffnung sechseckig, umgeben von sechs Leisten, die vom Rand austrahlen. Das Kopfende trägt vier submediane Papillen und die beiden Amphiden. Es ist von zahlreichen Längsbändern der Kutikula umgeben. Der lange Ösophagus ist ungegliedert, durchweg muskulös und verbreitert sich nach hinten. Im Mundhöhlenboden liegen drei kleine Ösophaguszähne. Die Deiriden sind klein und liegen im Bereich des verbreiterten Ösophagus. Männchen haben keine Kaudalflügel, schräge Muskelbündel vor der Kloake sind vorhanden. Die Spicula sind gleich, das Gubernaculum ist klein. Die Vulva der Weibchen liegt hinter der Körpermitte. Die beiden Uteri liegen sich gegenüber (opisthodelphisch). Die Eier sind im Uterus nicht embryoniert.
Männchen von Neoparaseuratum travassosi sind im Mittel 6,74 mm lang und 0,23 mm dick. Der Ösophagus ist 0,68 mm lang. Der Nervenring liegt 0,32, die Deiriden 0,546 und die Ausscheidungspore 0,897 mm hinter dem Vorderende. Der konische Schwanz ist 0,13 mm lang. Die Klokae hat leicht erhabene Lippen. Von den Analpapillen liegen fünf Paare vor der Kloake, ein Paar daneben und fünf Paare dahinter. Darüber hinaus gibt es eine unpaare Papille direkt vor der Kloake. Die Spicula sind 0,3 mm lang, das Gubernaculum 69 µm.
Das in der Erstbeschreibung vorhandene gravide Weibchen von Neoparaseuratum travassosi war 11,4 mm lang und 0,38 mm dick. Der Ösophagus ist 0,84 mm lang. Der Nervenring liegt 0,35, die Deiriden 0,694 und die Ausscheidungspore 1,2 mm hinter dem Vorderende. Der Schwanz ist 0,141 mm lang und verjüngt sich. Die Vulva liegt 7,24 mm hinter dem Vorderende. Die Vulvalippen haben deutliche Querleisten. Die kurze Vagina zieht nach vorn. Der vordere Eierstock erreicht fast den Ösophagus, der hintere das Rectum. Die Eier sind dünnwandig, 90–105 × 60–66 µm groß.